# Ingrid Schölderle

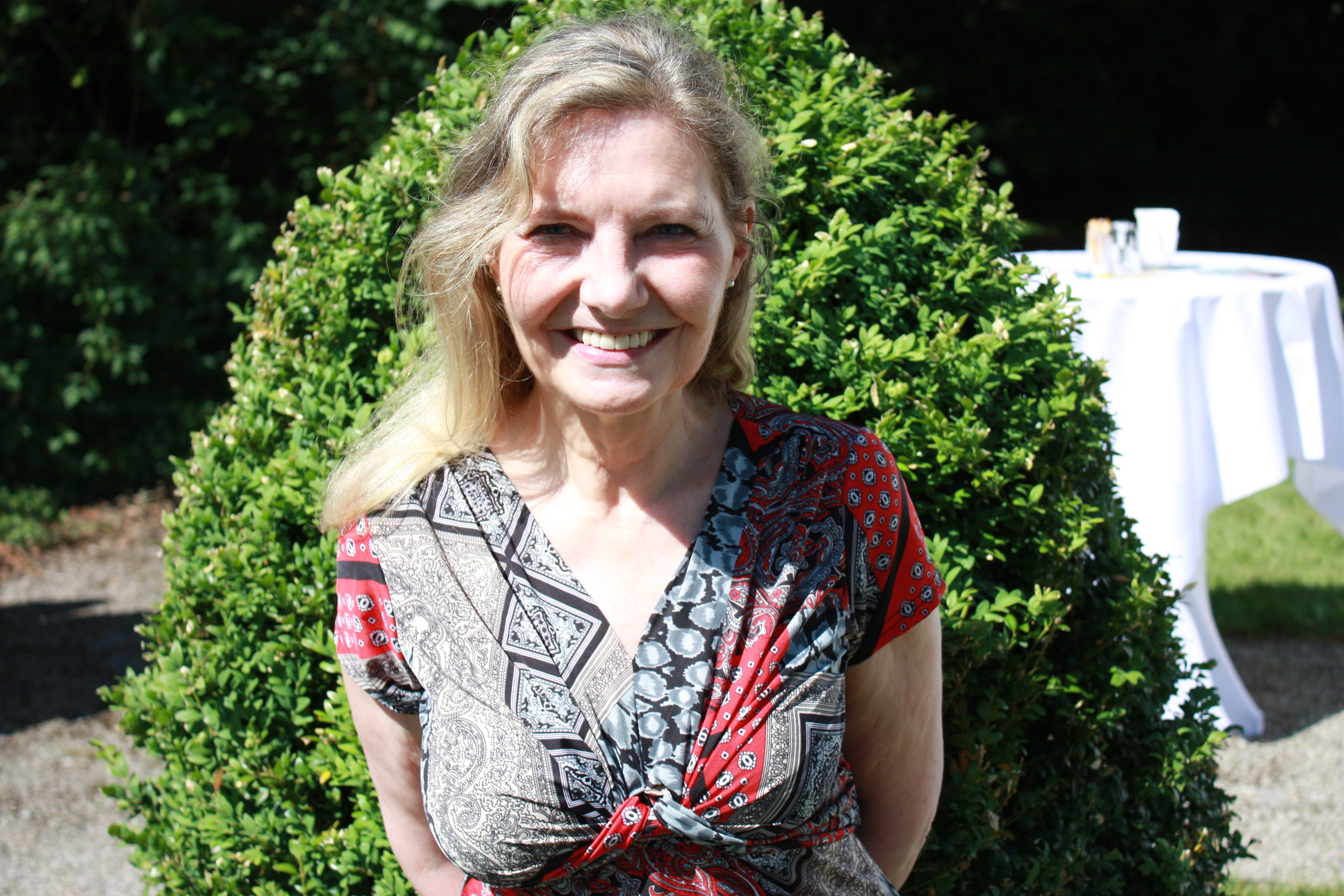
Ingrid Schölderle beim ARTE-Empfang, Filmfest München 2017

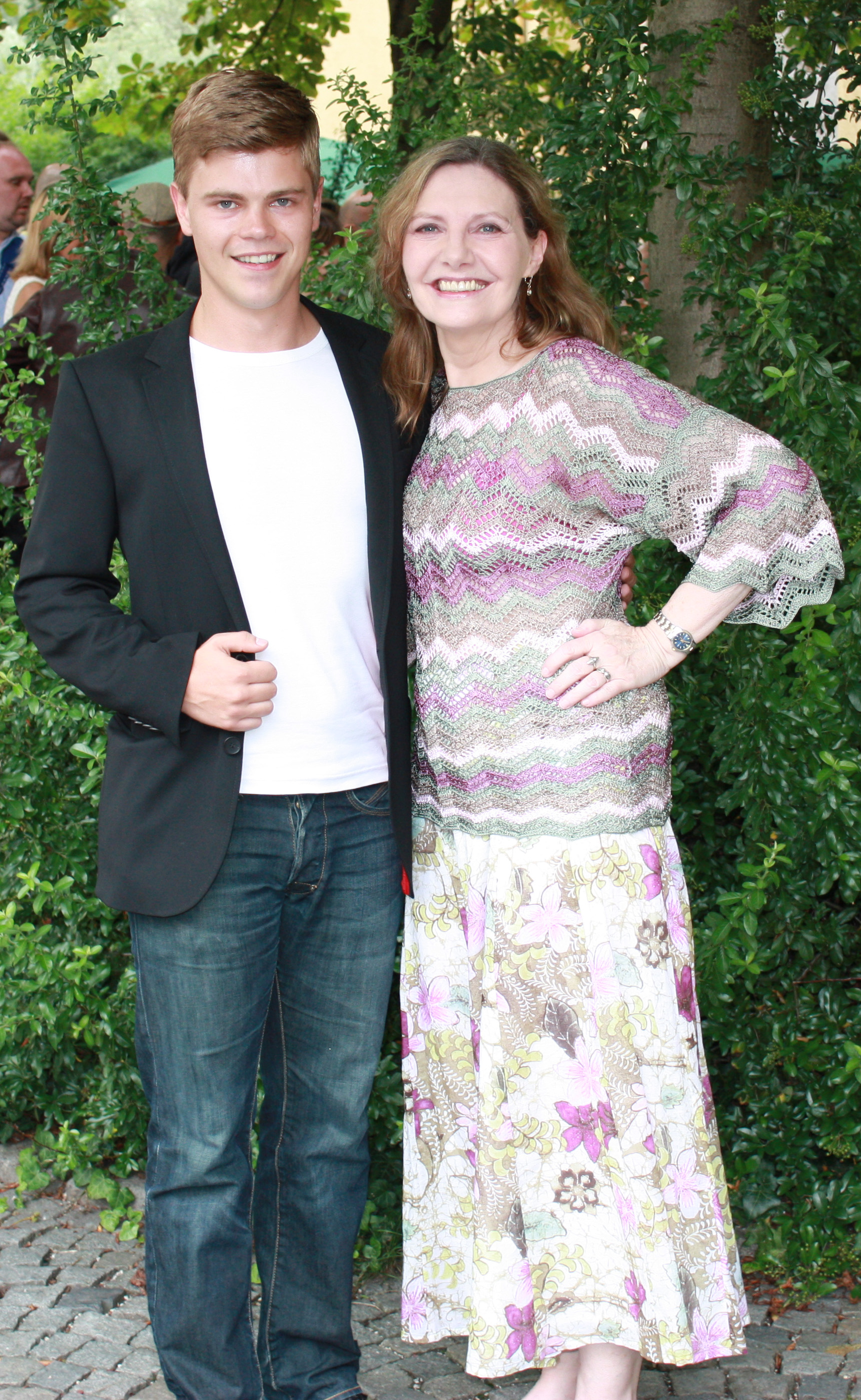
Philipp J. Pamer & Ingrid Schölderle

Ingrid Schölderle (* 28. Mai 1952 in Nürnberg) ist eine deutsche Schauspielerin.

## Leben
Seit den 1980er Jahren steht sie vor der Kamera. Sie war in den Produktionen Café Meineid, der Krimiserie Derrick, Ein Bayer auf Rügen, Heidi und Erni oder Alle meine Töchter zu sehen. Weiterhin betätigte sie sich in den Bereichen Modern Dance und Gesang (Blues, Rock und Chanson).
Bis heute war sie in über 90 Produktionen für Kino und Fernsehen tätig. Schölderle hat Erfahrung mit Synchronarbeiten, in Hörspielen, als Off-Kommentatorin und als Sprecherin für Werbe-Spots.
Bis ins Jahr 2000 war die 1,72 m große Blondine mehrere Jahre an verschiedenen deutschen Theatern tätig.

## Filmografie (Auswahl)
- 1980: Der Richter
- 1981: Aktenzeichen XY ungelöst
- 1982: Die Mutprobe
- 1983: Derrick – Manuels Pflegerin
- 1983: Martin Luther (Mehrteiler)
- 1983: Weißblaue Geschichten
- 1984: Mit mir nicht, du Knallkopp
- 1985: Polizeiinspektion 1 – Kikeriki
- 1990: Café Meineid
- 1990: Der Fahnder – Tim
- 1992: Wie würden Sie entscheiden?
- 1993: Immer im Einsatz – Die Notärztin
- 1993: Liebe ist Privatsache
- 1995: Ein Bayer auf Rügen
- 1996: Tod eines Callgirls
- 1997: Frauenarzt Dr. Markus Merthin
- 2000: Fremde Frauen küsst man nicht
- 2003: Tatort – Tödliche Souvenirs
- 2005: Munich Mambo
- 2005: Verbrechen, die Geschichte machten: Der Fall Lebach
- 2007: Die Ballade der Rechtschaffenheit
- 2008: Die Rosenheim-Cops – Der Tod mag Krimis
- 2008: Freiwild - Ein Würzburg-Krimi
- 2010: Bergblut
- 2012: München 7 (TV-Serie) – Folge: Die Wüstenblume
- 2016: Aktenzeichen XY ungelöst
- 2017: Lissy (Kurzfilm)
- 2019: Vera
- 2021: Todsicher
- 2023: Aktenzeichen XY ungelöst
- 2025: Lena Lorenz: Blick in den Spiegel (Fernsehreihe)